# Einstweilen wird es Mittag
Einstweilen wird es Mittag ist ein österreichischer Fernsehfilm aus dem Jahr 1988. Regie führte Karin Brandauer. Die Darsteller waren unter anderem: Franziska Walser, Nicolas Brieger, Johannes Nikolussi, Stefan Suske, August Schmölzer, Bernd Spitzer und andere.
Der Film beruht auf den Erlebnissen der österreichischen Psychologen Marie Jahoda, Paul Lazarsfeld und Hans Zeisel sowie deren 1933 veröffentlichter Studie Die Arbeitslosen von Marienthal. Die an der Wirtschaftspsychologischen Forschungsstelle der Universität Wien tätigen Forscher erkunden nach einer Vorbereitungszeit die Situation der Arbeitslosen in der niederösterreichischen Gemeinde Marienthal. Durch Interviews, Tagebuchnotizen, Briefe, statistische Daten etc. ergibt sich ein Bild von der psychischen Befindlichkeit der Betroffenen. Während der Arbeit an ihrer Studie erleben die Forscher eine Konfrontation ihrer Theorien mit den Erfahrungen der sozialen Realität.
Durch Kombination von qualitativen und quantitativen Methoden der Sozialforschung (Beobachtung, Strukturierte Beobachtungsprotokolle, Haushaltserhebungen, Fragebögen, Zeitverwendungsbögen, Interviews, Gespräche und gleichzeitige Hilfestellungen) ist diese 1933 erstveröffentlichte Arbeit methodisch richtungsweisend – auch wenn ihre Rezeption im deutschsprachigen Raum erst Jahr(zehnt)e später erfolgte. Die Gruppe österreichischer Forschungssoziologen am Beispiel der von der niedergegangenen Textilindustrie geprägten Kleinstadt Marienthal wie in ihrer Feldforschungsuntersuchung erstmals in dieser Form, Präzision und Tiefe sozio-psychologische Wirkungen von Arbeitslosigkeit nach und zeigte im Hauptergebnis, dass Arbeitslosigkeit nicht (wie bis dahin meist erwartet) zur aktiven Revolution, sondern vielmehr zur passiven Resignation führt.
Die Arbeitslosen von Marienthal ist aber nicht nur eine mit vielen Beispielen illustrierte und empirisch gesättigte „dichte Beschreibung“ (Clifford Geertz), sondern über die soziographischen Aspekte hinaus auch eine sozialtheoretisch anregende Arbeit mit Blick auf die vier Haltungstypen der auch innerlich Ungebrochenen, der Resignierten, der Verzweifelten und der verwahrlost Apathischen – wobei lediglich der erste Typus noch „Pläne und Hoffnungen für die Zukunft“ kannte, während die Resignation, Verzweiflung und Apathie der drei anderen Typen „zum Verzicht auf eine Zukunft führte, die nicht einmal mehr in der Phantasie als Plan eine Rolle spielt“.
Karin Brandauers Film wird, nach kontrastiv angelegter und irritierender schmissig-lärmender Einleitung, von ruhiger Erzählung und Verzicht auf Sentimentalität geprägt. In dokumentarischer Form und mit zurückhaltenden Bildern zeigt die Regisseurin die Auswirkungen einer Wirtschaftskrise sowie deren mögliche politischen Implikationen. Die aussichtslose Welt der Arbeitslosen wird von der scheinbar geordneten Bürgerlichkeit des universitären Betriebs kontrastiert, die jedoch auch bloß eine auf Zeit ist: Die jüdischen Forscher mit ihrer Nähe zur Sozialdemokratie werden aufgrund der politischen Lage in Europa schon bald ihre Aktivitäten in die USA verlegen müssen.
Für die Filmfassung wurden die realen Namen der Beteiligten geändert, die hier als Ruth Weiss (Walser), Robert Bergheim (Brieger), Kurt Schrader (Nikolussi) und Philipp Strauss (Suske) firmieren.
Am 21. Februar 1988 wurde der Film auf der Berlinale gezeigt. Die Erstsendung erfolgte im ORF am 1. Mai 1988. Die Fernsehsender Arte und 3sat haben Karin Brandauers Film (Dauer 95’) seit 2003 mehrfach gesendet.
An zahlreichen Schulen und Universitäten dient Brandauers Film mittlerweile als beliebtes audiovisuelles Unterrichtsmaterial.
Der Filmtitel ist ein Zitat aus einem in Die Arbeitslosen von Marienthal abgedruckten Zeitverwendungsbogen (S. 84, Ausgabe Suhrkamp 1975). Diese Bögen wurden von den Forschern an die Arbeitslosen ausgeben, damit sie darin für jede Stunde des Tages ihre jeweiligen Aktivitäten notieren. Einer der Männer trug für die Stunde von 10 bis 11 Uhr den Satz ein „einstweilen wird es Mittag“. Der Satz bringt die verlorengegangene Zeitstruktur der Marienthaler, insbesondere der Männer, und die Leere des alltäglichen Tagesablaufs prägnant auf den Punkt und wird von den Autoren ausführlich kommentiert (S. 85–86).